# رقصنده در تاریکی
رقصنده در تاریکی (به انگلیسی: Dancer in the Dark) فیلم درام موزیکالی است به کارگردانی لارس فون تریه که در سال ۲۰۰۰ انتشار یافت. فیلمی موزیکال که به قول لارس فون تریه برخلاف نظر همگان، در فیلمی موزیکال می‌توان شاهد غم هم بود.

## خلاصهٔ داستان
داستان فیلم در سال ۱۹۶۴ رخ می‌دهد.سلما (بیورک) زن جوانی از تبار چک است که از همسرش جدا شده و پسری به نام جین (کوستیک) دارد. او برای امرار معاش در کارخانه‌ای در یک منطقه روستایی در آمریکا کار می‌کند. بینایی وی رفته رفته کمتر می‌شود و پسرش نیز در وضعیتی مشابه وی قرار دارد. سلما تصمیم می‌گیرد به هر قیمتی پسرش را عمل کرده و جلوی نابینایی اش را بگیرد. تنها دلخوشی او که در تحمل مصائب زندگی را آسانتر می‌کند، موسیقی و علاقه به رقص است و…
سلما دخترکی مهاجر و نیمه نابیناست که در کارخانه‌ای کار می‌کند تا تنها فرزندش را بزرگ کند. کوری در خانواده او ارثی است و پسرک کوچکش هم مبتلا به همین بیماری است که اگر در آینده‌ای نزدیک عمل نشود او هم مانند مادر به سرعت رو به تاریکی! می‌رود. سلما به شدت کار می‌کند و پول جمع می‌کند تا بتواند خرج عمل فرزندش را فراهم کند. او به خودش نمی‌اندیشد بلکه به گونه‌ای خود را در راه پسرک قربانی می‌کند. اونسبت به فرزندش احساس گناه می‌کند که چرا او را بیمار به این جهان آورده است. بخاطر همین تمام هم و غمش تنها نجات پسرک از کوری است. اما سلما سرانجام ته‌مانده بینایی خودش را هم از دست می‌دهد و از کار اخراج می‌شود. در حالیکه تنها ۲۰۳۶ دلار و ده سنت! توانسته پول پس‌انداز کند و این مقدار هنوز برای خرج عمل کافی نیست.
در این شرایط کسی پولهایش را نیز می‌دزدد و او برای خاطر تنها فرزندش مجبور به جنایت می‌شود تا بتواند پولهایی که با سختی فراهم کرده حفظ کند. دادگاه او را محکوم به اعدام می‌کند.
تنها چیزی که در این دنیا می‌توانست سلما را با وجود تمام مصایب سر پا نگهدارد بعد ا ز عشق به فرزند شنیدن نوای موسیقی و رقصیدن با امواج نتهای رقصان در فضا بود. در تمام لجظاتی که سلما کوچکرین صدایی را می‌شنید در ذهن خود آن را به زیباترین آهنگ‌ها تبدیل کرده و شروع به رقصیدن و خواندن می‌کرد. موسیقی تنها دست آویز حیات سلما بود.
در لحظه‌ای که او را به سوی جایگاه اعدام می‌برند برای اینکه بتواند بر ترس خود غلبه کند با ضرباهنگ پوتینهای مأمور پلیس در ذهن خود شروع به ایجاد آوای خوش موسیقی می‌کند تا از آن فضای دهشت بار خود را خلاصی دهد.

## نقش‌ها
لارس فون تریه و بیورک در حین فیلمبرداری رفتار خصمانه ای باهم داشتند و برای تأکید بر آن، لارس همکاری با بیورک را به عنوان همکاری با یک دشمن توصیف کرد. با تمام این اوصاف وی حضور بیورک در نقش سلما را مهم می‌داند و مجبور به سازگاری با بیورک می‌شود، بنابراین لارس فون تریه یک سال تمام طول کشید تا بیورک را متقاعد کند که نقش اصلی را بازی کند.بیورک در نقش سلما، برخلاف چهره کودکانه اش، در حین فیلمبرداری ۳۴ سال سن داشت.

## تولید
پس از متهم شدن سلما، او به یک زندان منتقل می‌شود؛ این زندان پس از فیلمبرداری و اتمام فیلم، به رنگ صورتی رنگ آمیزی شد و به عنوان مجموعه اصلی در فیلم (۱۹۹۹) زندان صورتی استفاده شد.

## فیلمبرداری
گرچه این فیلم در ایالت واشینگتن ساخته شده، اما در سوئد فیلمبرداری شده است. برخی از بازیگران بخش‌های کوچکتر، بازیگران سوئدی هستند.

## تولید
اگرچه این فیلم به عنوان یک فیلم موزیکال تبلیغ می‌شود، اما اولین قطعه موسیقی تا دقیقه ۴۰ در این فیلم پخش نمی‌شود. در کل زمان پخش ۱۴۰ دقیقه ای فیلم، فقط ۶ بخش موسیقی در فیلم اتفاق می‌افتد.

## دستاوردها
در میان «۱۰۰۱ فیلم شما باید قبل از مرگ» ببینید، ویرایش شده توسط استیون اشنایدر.

## واقعیت
شرایط ژنتیکی ای که چشم سلما و پسرش را مبتلا می‌کند هرگز در این فیلم توضیح داده نمی‌شود و باعث می‌شود برخی بینندگان شاید فرض کنند که شرایط آنها ساختگی است و در واقعیت چنین چیزی وجود ندارد؛ اما در حقیقت برخی از اختلالات ارثی در زندگی واقعی وجود دارد که باعث نابینایی می‌شود، مانند گلوکوم و ژن‌های دخیل در دژنراسیون ماکولا.
همچنین ژنهایی وجود دارند که باعث ایجاد رتینیت پیگمنتوزا که یک بیماری دژنراتیو شبکیه است و باعث نابینایی شبانه و کاهش تدریجی بینایی می‌شود.